# Panamá (kommun)
Panamá är en kommun i Brasilien.   Den ligger i delstaten Goiás, i den sydöstra delen av landet, 300 km sydväst om huvudstaden Brasília. Antalet invånare är 2 676.
Omgivningarna runt Panamá är en mosaik av jordbruksmark och naturlig växtlighet. Runt Panamá är det glesbefolkat, med 8 invånare per kvadratkilometer.